# Stříbrný vrch (přírodní památka, okres Znojmo)
Stříbrný vrch je přírodní památka poblíž obce Hostěradice v okrese Znojmo v nadmořské výšce 236–262 metrů. Důvodem ochrany je zbytek teplomilné vegetace na vápencovém výchozu a výskyt řady ohrožených druhů rostlin.